# 彼得·维特根施泰因
路德维希·阿道夫·彼得，薩恩-维特根斯坦-貝勒堡-路德维希堡親王（俄語名字為 彼得·克里斯蒂亚诺维奇·维特根施泰因； 1769年1月17日佩列斯拉夫尔-扎列斯基 - 1843年6月11日利沃夫），德国贵族和俄国军人，拿破仑战争时期任俄军陆军元帅，曾参与俄法战争，包括第一次波拉次克战役、第二次波洛茨克之战及1813年的吕岑会战。
1. ↑  Velichko et al. 1912.